# Popis hrvatskih veleposlanika u Mongoliji
Republika Hrvatska i Mongolija održavaju diplomatske odnose od 10. ožujka 1993. Sjedište veleposlanstva je u Pekingu.

## Veleposlanici
Hrvatska nema rezidentno veleposlanstvo u Mongoliji. Veleposlanstvo Republike Hrvatske u NR Kini pokriva Mongoliju i Demokratsku Narodnu Republiku Koreju.
| Veleposlanik      | Postavljenje     | Opoziv              | Sjedište |
| ----------------- | ---------------- | ------------------- | -------- |
| Andrija Kojaković | 6. lipnja 1994.  | 1. srpnja 1995.     | Peking   |
| Branimir Strenja  | 4. travnja 1996. | 1. kolovoza 1999.   | Peking   |
| Željko Kirinčić   | 17. ožujka 2000. | 30. studenoga 2003. | Peking   |
| Boris Velić       | 30. lipnja 2004. | 31. listopada 2008. | Peking   |
| Ante Simonić      | 9. veljače 2009. | 31. srpnja 2013.    | Peking   |
| Nebojša Koharović | 5. ožujka 2014.  |                     | Peking   |

## Vanjske poveznice
- Mongolija na stranici MVEP-a